# Werwolfthron
Werwolfthron è il secondo album in studio del gruppo metal tedesco Absurd, pubblicato nel 2001.

## Tracce
1. Totentanz – 1:51
2. Über die Gräber hinweg – 2:51
3. Schwarzmond – 2:31
4. Asatr'U – 3:12
5. Pavane – 1:23
6. Die Kathedrale – 3:13
7. The Crucified – 0:35
8. We Don't Believe in God (YHVH) – 2:27
9. Die Ruhe vor dem Sturm – 1:46
10. Die Rückkehr des Werwolfes – 3:51
11. Vernichtung – 1:14
12. Helge Hundingstöter – 1:15
13. Ein Traum – 2:02
14. Heaven in Blood – 2:03
15. Palästinalied – 2:48